# 显性

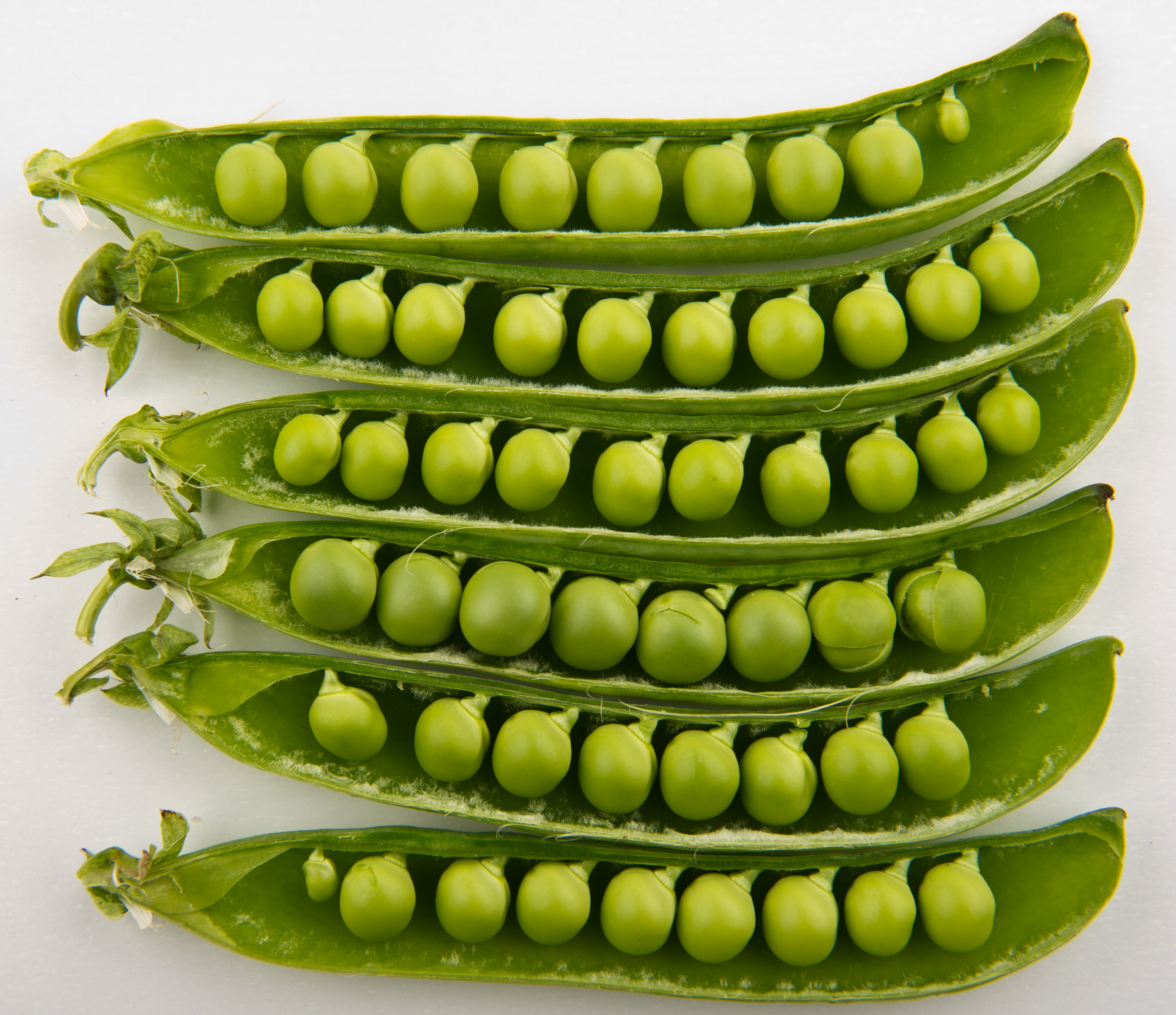
豆莢中的豌豆。

在基因中，顯性（英語：Dominance）是一個基因座中一對等位基因之間的關係，其中一個等位基因的表型會表現出來，掩蓋了同一基因座中另一個等位基因的表現。前面的等位基因稱為顯性基因，後者則稱為隱性（英語：Recessive，俄語：Рецессивность）基因。對於體染色體（除性染色體外的任何染色體）上的基因來說，其等位基因與所聯繫的性狀可分為體染色體顯性（Autosomal Dominant）與體染色體隱性（Autosomal Recessive）。顯性是孟德爾遺傳與古典遺傳學的關鍵概念。通常顯性等位基因可以轉譯成一個有功能的蛋白質，而隱性等位基因無法轉譯。
顯性的一個經典案例是豌豆種子形狀的遺傳。豌豆的外觀可能是圓滑的或有縐折的，對應於等位基因為或。在這個例子當中，會出現3種可能的等位基因組合（基因型），分別是、與。的個體會呈現圓滑的豌豆種子，的個體則會呈現有縐折的豌豆種子。在的個體當中，等位基因會掩蓋等位基因的存在，因此這些個體也會呈現圓滑的豌豆種子。因此，等位基因對於等位基因而言為顯性，對於則為隱性。通常顯性會用大寫字母表示，隱性則以小寫字母表示，這種表示方式成為廣泛遵循的慣例。
一般來說，當一個基因存在了兩種等位基因版本時（假設為與），會有可能出現3種等位基因組合：、與。如果與的個體（同型合子）在部分性狀出現不同型態（表型），而的個體（異型合子）則呈現出與個體相同的性狀，則等位基因對於等位基因而言可稱為顯性，反之則可稱為隱性。
顯性不是單一等位基因的遺傳，而是各個等位基因之間的關連性；其中一個等位基因可能對第二個等位基因產生顯性關連，對第三個等位基因產生隱性關連，對第四個等位基因產生共顯性關連。而且，一個等位基因可能會對一個性狀的特定部分產生顯性，但不會影響此性狀有關的其他基因。顯性與上位作用不同，上位作用是指一個基因中等位基因的表現，會影響另一個不同基因中等位基因的表現。